# Ад и Мар
Ад и Мар — комический эстрадный дуэт актёров Адама Ивановича Талина (1884—1961) и Марии Евсеевны Талин (в девичестве Всеволодова; 1899—?), существовавший в СССР с 1923 по 1957 год.
Адам Иванович Талин окончил музыкально-драматическую школу Н. В. Лысенко в Киеве. До 1917 года был актёром драматических театров, начиная с 1918 выступал в составе агитбригад и в театрах миниатюр. В 1923 году создал дуэт «Ад и Мар».
Мария Евсеевна Талин окончила драматическую школу (шестимесячный Практический курс сценического искусства) А. П. Петровского в Харькове. Выступала как актриса драматических театров до 1923 года, когда вошла в дуэт «Ад и Мар».
Дуэт выступал первоначально на эстраде, а с 1927 года — в цирке. Жанр выступлений, которые проходили в форме диалогов, куплетов, сценок, частушек, — политическая и бытовая сатира.